# Ouro Himadou
 (janvier 2019).
 (octobre 2017).
Si vous disposez d'ouvrages ou d'articles de référence ou si vous connaissez des sites web de qualité traitant du thème abordé ici, merci de compléter l'article en donnant les références utiles à sa vérifiabilité et en les liant à la section « Notes et références ».
 (octobre 2017).
Ouro Himadou est un village qui se trouve dans le département de Bakel à l'extrême Est du Sénégal. On le surnomme le Petit-Paris du Boundou,.

## Origine du nom
Ouro signifie « village » en peul, Himadou est le nom du fondateur[réf. nécessaire].

## Géographie et économie

### Population
C'est un village composé à 95 % de Halpoulaars et de 5 % de Soninkés. En 2011, la population est estimée à 1400 personnes.
L'actuel[Quand ?] chef de village s'appelle El Hadji Sega Ly[réf. nécessaire].

### Géographie physique
À 2 km de la nationale N2, Ouro Himadou se trouve à 8 km de Kidira. Ce village est situé au bord de la rivière Falémé.

### Infrastructures et économie
Dans les années 1990, le village de Ouro Himadou dispose d'un forage, d'un château d'eau et d'un réseau d'eau réalisés par l'Etat et les ressortissants. Cependant, l'ensemble des quartiers n'étaient pas desservis. En 2007, l'Association des Usagers du forage de Ouro Himadou (ASUFOR) et ses partenaires, AROF Drancy, Brigade des Puits et Forages Goudiry et PAISD Dakar réalisent d'importants travaux de réhabilitation du réseau d'eau potable.
À partir de 2012, après l'élection de Macky Sall, l'État commence à soutenir le village dans les domaines de l'infrastructure et de l'éducatif. En 2016, l’ambassadeur de France au Sénégal et sa délégation ont notamment visité des travaux d’adduction d’eau et le chantier d’un collège. L’arrivée de l’électricité aussi a constitué un tournant majeur dans le développement du village.
La délégation a visité des travaux d’adduction d’eau, d’un coût de 23,6 millions de francs CFA, dont sept millions apportés par des expatriés de la localité.
L’ambassadeur de France au Sénégal et sa délégation ont aussi visité le chantier d’un collège, dont les travaux ont coûté 86 millions de francs CFA. Ce budget est réuni par l’Association des ressortissants de Ouro Himadou en France, le PAISD et la région Ile-de-France,. Ouro Himadou dit ‘’Petit Paris’’, un modèle de diaspora dynamique et novatrice.
Ce village dispose d'un collège, d'un poste de santé, d'un forage, d'une école élémentaire, d'un collège, un château d'eau et une bananeraie.
La principale activité économique pratiquée dans le village est l’agriculture et l'élevage.